# Jules i Jim
Jules i Jim – francuski melodramat z 1962 roku na podstawie powieści Henriego-Pierre’a Roché.

## Główne role
- Jeanne Moreau – Catherine
- Oskar Werner – Jules
- Henri Serre – Jim
- Vanna Urbino – Gilberte
- Boris Bassiak – Albert
- Anny Nelsen – Lucie
- Sabine Haudepin – Sabine
- Marie Dubois – Thérèse
- Michel Subor – Narrator (głos)

## Fabuła
Paryż, rok 1911. Austriak Jules i Francuz Jim to dwaj nierozłączni przyjaciele. Ich wspólnymi pasjami są sztuka, literatura i kobiety. Po powrocie z wycieczki do Grecji poznają Catherine i obaj się w niej zakochują. Ona wychodzi za mąż za Jules’a, ale nadal żywi uczucia do Jima. Wybucha wojna światowa i obaj przyjaciele stają po przeciwnych stronach barykady. Po wojnie Jules wraz z Catherine i córką Sabine przenoszą się do górskiej miejscowości w Niemczech, zapraszają Jima do siebie.

## Nagrody i nominacje
Nagrody BAFTA 1962
- Najlepszy film z jakiegokolwiek źródła (nominacja)
- Najlepsza aktorka zagraniczna – Jeanne Moreau (nominacja)